# Русинський католицький апостольський екзархат Чеської Республіки
Руси́нський (гре́ко) като́лицький апо́стольський екзарха́т Че́ської Респу́бліки, також відомий як Апосто́льський екзарха́т у Че́ській Респу́бліці (чеськ. Apoštolský exarchát řeckokatolické církve v ČR) — європейська східно-католицька установа, яка здійснює нагляд за католиками Русинської греко-католицької церкви в Чехії, відразу підпорядковуючись Святому Престолу як і Мукачівська єпархія. Вона використовує локалізований візантійський обряд архаїчною слов'янською мовою.

## Історія
Католицькі церкви східного обряду виникли на слов'янських землях після укладення Берестейської (1596) та Ужгородської (1646) уній, покликаних подолати розкол християнської церкви 1054 року. В часи Австрійської імперії греко-католики Чехії та Моравії перебували під юрисдикцією Галицької митрополії ГКЦ, в Чехо-Словацькій Республіці (після 1918) — під юрисдикцією Пряшівської єпархії, виділеної Папою Пієм VII 1818 року. 
1933 року була заснована центральна парохія ГКЦ в Празі.
Комуністична влада повоєнних років заборонила діяльність греко-католицької церкви. Так званий «Пряшівський собор» оголосив про скасування Ужгордської унії і та приєднав греко-католиків до православних. Греко-католицькі священики зазнавали переслідувань. Лише 1968 року (у період Празької весни) Пряшівська єпархія була відновлена. 
Після розділення Чехословаччини на дві окремі держави пряшівський єпископ Ян Гірка заснував єпископський вікаріат для католиків східного обряду в Чехії. 13 березня 1996 Папа Іван Павло ІІ виділив апостольський екзархат з безпосереднім підпорядкуванням Риму. Єпископом став Іван Лявинець. 24 квітня 2003 Папа Іван Павло ІІ іменував Апостольським Екзархом для католиків візантійського обряду в Чехії Ладіслава Гучка.

## Сучасність
Греко-католицька церква в Чеській Республіці нині має 25 парохій у 7 деканатах з 35 священиками. При загальному населенню Чехії у понад 10 мільйонів, екзархат об'єднує 7 675 вірних(2001), більше  9 тис. (2011), це без врахування  десятки тисяч прихожан — трудових мігрантів з греко-католицьких єпархій Словаччини й України ( загальна  кількість більше  35 тис.)  
З 2003 екзархат очолював єпископ Ладіслав Гучко. 
Катедральним собором є храм св. Климента у Празі.

## Єпископи
Іван Лявинець, екзарх (1996—2003)
Ладіслав Гучко, екзарх (2003—2025)